# 2001 في جمهورية أيرلندا
فيما يلي قوائم الأحداث التي وقعت خلال عام 2001 في جمهورية أيرلندا.

## سياسة

### انتهاء فترة المنصب
- 9 فبراير – جون بروتون زعيم فاين جايل [الإنجليزية]‏، زعيم المعارضة [الإنجليزية]‏.

## ظهور
- 1 يناير – ذا سكرايبت

## أفلام
من الأفلام التي صدرت هذه السنة في جمهورية أيرلندا:
- 28 يناير – عن آدم من إخراج جيرارد ستمبريدج.
- 15 مارس – العدو على الأبواب من إخراج جان جاك أنو.
- 4 أبريل – مذكرات بريدجيت جونز من إخراج شارون ماغيري.

## مواليد

### أكتوبر
- 19 أكتوبر – آرت باركنسون ممثل أيرلندي.

## وفيات

### يناير
- 5 يناير – إليزابيث أنسكومب (مواليد 1919) فيلسوفة بريطانية.

### مايو
- 3 مايو – فيليب جورج هاوثم جل (مواليد 1914) عالم أمراض من المملكة المتحدة.